# 固醇-4α-羧酸3-脱氢酶 (脱羧)
3β-羟基类固醇-4α-羧酸3-脱氢酶 (脱羧)或固醇-4α-羧酸3-脱氢酶 (脱羧)（EC 1.1.1.170）化学式为：C1891H2960O538N508S15是一种氧化还原酶，它催化以下化学反应：
3β-羟基-4β-甲基-5α-胆甾-7-烯-4α-羧酸 + NAD(P)+ {\displaystyle \rightleftharpoons } 4α-甲基-5α-胆甾-7-烯-3-酮 + CO2 + NAD(P)H
该酶的3种底物是3β-羟基-4β-甲基-5α-胆甾-7-烯-4α-羧酸、NAD+和NADP+，而其4种产物是4α-甲基-5α-胆甾-7-烯-3-酮、二氧化碳、NADH和NADPH。
该酶属于氧化还原酶家族，特别是那些作用于以NAD+或NADP+为受体的供体CH-OH基团的酶。该酶类的系统名称是3β-羟基类固醇-4α-羧酸：NAD(P)+3-氧化还原酶 (脱羧)。常用的其他名称包括3β-羟基-4β-甲基胆烯羧酸3-脱氢酶 (脱羧)、3β-羟基-4β-甲基胆烯酸脱氢酶和甾醇4α-羧基脱羧酶。这种酶参与类固醇的生物合成。